# Conus insulae
Espèce
Conus insulae est une espèce de mollusques gastéropodes marins de la famille des Conidae.
Comme toutes les espèces du genre Conus, ces escargots sont prédateurs et venimeux. Ils sont capables de « piquer » les humains et doivent donc être manipulés avec précaution, voire pas du tout.

## Taxonomie

### Publication originale
L'espèce Conus insulae a été décrite pour la première fois en 2020 par les malacologistes Manuel Jimenez Tenorio (d) (1965-), Samuel Abalde, Pardos-Blas et Rafael Zardoya (d),,.

### Synonymes
- Africonus insulae Tenorio, Abalde, Pardos-Blas & Zardoya, 2020 · appellation alternative